# Muzeum Przemysłu Wojennego w Pogórzu
Muzeum Przemysłu Wojennego w Pogórzu (w organizacji) – muzeum z siedzibą we wsi Pogórze k. Skoczowa (powiat cieszyński). Placówka jest prywatnym przedsięwzięciem Przemysława Michalskiego. W dniu 16 lipca 2015 r. nastąpiła zmiana nazwy i regulaminu muzeum (poprzednia nazwa muzeum: Muzeum Techniki Wojskowej w Pogórzu.
W zbiorach muzeum znajduje się m.in. polska amunicja z okresu międzywojennego, uzbrojenie, dokumenty oraz wyposażenie wojskowe.